# René Lucchesi
Pour les articles homonymes, voir Lucchesi.
René Lucchesi, né le 9 mars 1936 à Saint-Rémy-de-Provence et mort le 22 mai 2022, à Eyragues, est un joueur de pétanque français. 

## Biographie
Il est gaucher et se positionne en milieu. Il est l'une des stars de la pétanque des années 1970-1980.

## Clubs
- ?-? : La Crau de Châteaurenard (Bouches-du-Rhône)
- ?-? : Boule Septémoise (Bouches-du-Rhône)
- ?-? : Isle-sur-Sorgue (Vaucluse)
- ?-? : Orange (Vaucluse)
- ?-? : Fontaine du Vaucluse (Vaucluse)
- ?-? : USP Entente bouliste Le Pontet (Vaucluse)
- ?-? : Boule de la Vallée Close Fontaine-de-Vaucluse (Vaucluse)

## Palmarès[5],[6]

### Séniors

#### Championnat du Monde
Champion du Monde
- Triplette 1976 (avec Claude Calenzo et Serge Rouvière) :  Équipe de France
- Triplette 1977 (avec Claude Calenzo et Serge Rouvière) :  Équipe de France

Troisième
- Triplette 1979 (avec Claude Calenzo et Serge Rouvière) :  Équipe de France
- Triplette 1988 (avec Serge Lapietra et Jean-Marc Foyot) :  Équipe de France

#### Championnats de France
Champion de France
- Triplette 1975 (avec Claude Calenzo et Serge Rouvière) : Boule Septémoise
- Triplette 1978 (avec Claude Calenzo et Serge Rouvière) : Boule Septémoise
- Triplette 1988 (avec Serge Lapietra et Jean-Marc Foyot) : USP Entente bouliste Le Pontet

Finaliste
- Triplette 2000 (avec Roger Cargoles et Christophe Richard) : Boule de la Vallée Close Fontaine-de-Vaucluse

#### Mondial La Marseillaise
Vainqueur
- 1980 (avec Jean Kokoyan et Serge Rouvière)
- 1981 (avec Jean Kokoyan et Serge Rouvière)
- 1983 (avec Jean Kokoyan et Jean-Marc Foyot)
- 1984 (avec Jean Kokoyan et Jean-Marc Foyot)

Finaliste
- 1977 (avec Claude Calenzo et Serge Rouvière)